# 桑原製軽便拳銃
桑原製軽便拳銃（くわばらせいけいべんけんじゅう）は、東京の桑原銃砲店が日清戦争時に将校用拳銃として発売した回転式拳銃である。

## 概要
二十六年式拳銃をベースに中折式リボルバーとして開発された本銃は32口径6連発の銃である。二十六年式拳銃がダブルアクションのみだったのに対し、本銃はシングルアクションにも対応しており、使い勝手が良かったとされる。口径も32口径に落とされたため名前の通り、取り回しやすかったと思われる。二十六年式拳銃と同様に側板がヒンジによって支持されて開閉するようになっており整備もしやすい。銃本体にはニッケルメッキが施され、機関部にはサビ止めのメッキがなされていたとされる。当時の価格で15円（現代の貨幣価値で300,000円程度）という二十六年式拳銃よりも割安な値段で多数が販売された。
二十六年式との外見上の違いはシングルアクションの為ハンマーにスパーが付いており、銃身の上部にはリブが取り付けられていた事であったようである。